# 好川誠一
好川誠一 (よしかわ せいいち、1935年 〈昭和10年〉5月9日 - 1965年〈昭和40年〉6月26日) は、昭和中期に活動した日本の詩人である。福島県大沼郡本郷町（現在の会津美里町）出身。
30歳で自殺したため、好川が残した詩は50編程度と少ない。同様に、好川に関する文献も少なく、同人詩誌『ロシナンテ』に関係して石原吉郎が書いたエッセイ (「私の詩歴――『サンチョパンサの帰郷』まで」「「ロシナンテ」のこと」「ひげの生えたピーターパン――好川誠一とその作品」など) や、好川が亡くなった後に『ロシナンテ』の同人が追悼のために書いたエッセイなどわずかしかない。

## 略歴
好川は1935年 (昭和10年) に福島県に生まれた。両親は陶磁器業者で、地元の新制中学を卒業後上京したという。
その後の詳しい消息は不明だが、東京で印刷関係の仕事に就いて、詩の投稿をしていたことは確かである。『ロシナンテ』同人だった小柳玲子によれば、好川は植字工だったという。暮らしは苦しく、好川はたびたび失業した。
1954年 (昭和29年) の終わり頃に、好川は『文章倶楽部』(後の『現代詩手帖』) の投稿詩人たちと共に「ロシナンテ」というグループを作り、ガリ版刷りの同名の同人詩誌を月刊で発行した。好川は『ロシナンテ』の編集長 (発行責任者は石原吉郎) であると同時に、特に初期においては同誌の中心的存在で、勝野睦人と好川が『ロシナンテ』の性格を大きく決めていた。好川は多くの同人仲間の意見をまとめるのに苦労する一方、吉田睦彦らとはしばしば安酒を飲み交わしていた。しかし朝鮮戦争終結後の不況のあおりを受けて職場を転々とし、しばしば勤務先との団交で先頭に立った足で編集作業に行くこともあった。
好川が同誌の性格に大きく影響していたのは、好川が印刷関係の仕事に関わっていたためだという。石原吉郎によると、好川の詩風は饒舌さと健康的な語り口が特徴で、詩の純度を高めるというよりは語り口という、職人の世界で自然と身につけたらしい芸の達者さによって読ませる詩人だったという。ただ、好川はその子供のように純真な作風を乗り越えることができず次第にマンネリズムに陥り、詩は急速に色あせて行ったというのが『ロシナンテ』同人が共通して語っていることである。同時に、数が少ないながらも好川の最良の作品には、好川の詩人としての才能を明らかに認めることができる、というのも共通した認識である。吉田睦彦は、好川が自作の詩を朗読した時のことを、初期の作品及び後期の作品共に「異質さを感じさせず、どれも完璧な好川誠一の唄として、快く伝わってきたものだ」と回想し、批判されることが多かった後期の作品についても「二十代詩人の共通点ともいえる悲壮癖が全く見あたらない」と述べている。
『ロシナンテ』は1956年 (昭和31年) 末に月刊から季刊へ変わるとともに、ガリ版刷りからオフセット印刷に変わり、メンバーも整理して再発足したが、その後次第に混乱と停滞の時期に入り、1959年 (昭和34年) 3月に19巻で終刊した。
終刊後、同人が互いに顔を合わせる機会はあまりなく、好川とも同様だったようで、解散後しばらくして結婚し、男の子が生まれたことくらいしか昔の仲間は知らなかった（吉田睦彦宛の年賀状から、長男が生まれたのは1962年と判明）。ロシナンテが終刊したあと、好川は別の詩誌『櫂』に参加していたが、『ロシナンテ』の仲間たちはそれも知らなかったようである。
1964年 (昭和39年) に石原がH氏賞を受賞し、内輪の人間でそのために祝賀会が開かれた。その席に好川も顔を見せていたが、ロシナンテの仲間が好川に会ったのはこれが最後の機会だったらしい。翌1965年 (昭和40年) の初めには既に精神を患っており、妻子ともども、山梨県都留市郊外の妻の実家の厄介になっていたが、病状は悪化し間もなく精神病院に入院せざるを得なくなった。石原はそのエッセイの中で精神分裂病だったとも、ノイローゼだったとも書いているが正しい病名が何だったのかは不明である。
好川は何度も自殺未遂を起こし、1965年 (昭和40年) 6月26日、最後に川原に出て、そこにあった木で首つり自殺をした。
この頃、好川の生活を知るロシナンテの知人たちはまったくと言ってよいくらいなく、1965年 (昭和40年) の春に、雑誌『詩学』の本欄宛てに精神病院で好川が書いて送った詩がたまたま掲載されたことで、昔の仲間たちは好川のその後についてわずかに知っただけだった。吉田睦人とは文通を続けていたが、同年元旦の年賀状が最後となった。
その後、昔の仲間だった竹下育男が消息をたずねたが、好川の居場所を知った時には既に亡くなったあとだった。
ロシナンテの仲間に好川死去の報が流れたのは1965年の8月下旬のことで、まったく突然のことに石原らを驚かせた。昔の仲間だった竹下育男の調べで、好川はノイローゼが原因で山梨で静養していたが、同年の6月に自殺していたことは、この時になって初めて仲間に知られた。1974年 (昭和49年) になって、仲間の奔走で好川の遺稿の一部が『詩学』に掲載されたが、これは好川の死から9年後のことである。
好川が亡くなったあと竹下とは別に、石原は好川の消息について調べてみたが、結局詳しいことはわからずじまいだったようである。後年『詩学』に好川の特集号が組まれ遺稿その他が掲載されたが、この時にはまだそのような計画も出ておらず、石原は、好川の追悼集なりなんなりを出したいのだがそれもできないでいる、と気に病む発言を仲間の詩人に漏らしていた。
好川が生涯に書いた詩は全部で50篇程度と少なく、生前に出版出来た詩集は1956年にロシナンテ詩話会から出版した『海を担いで』一冊のみである。それも、小柳が「気の毒なくらい薄いパンフレット」と呼んだほど小さな詩集だった。その上、収録されていたのは文章倶楽部時代のものが大半で、「ロシナンテ」で発表した詩の多くは、好川が後記で「－ほかに載せたい作品はキリもなくあるが、それには少少おもうところもあり、経済上なお許るされないので、これはまたの機にしたいとおもう」と語っている通り収録されなかった。
石原は、勝野睦人や粕谷栄市らとともに、『ロシナンテ』ですぐれた詩を書いた者の1人として好川の名をあげている。